# Robert der Bulgare
Robert der Bulgare (franz.: Robert le Bougre), später auch Robert der Kleine (franz.: Robert le Petit) genannt († nach 1239), war ein in Nordfrankreich auftretender Inquisitor in der ersten Hälfte des 13. Jahrhunderts, der durch seine besonders fanatische Amtsführung auffiel.

## Herkunft und Name
Roberts Herkunftsort ist unbekannt; vermutlich lag er in Frankreich. Laut den Autoren Matthäus Paris und Alberich von Trois-Fontaines war er ein Sohn von Häretikern. Er selbst wandte sich um die Zeit des vierten Laterankonzils (1215) einer manichäischen Sekte in Mailand zu.  Dieser Vergangenheit verdankte er seinen Beinamen „der Bulgare“, da der Ursprungsort der in Oberitalien (Lombardei) weitverbreiteten häretischen Strömung der Waldenser auf dem Balkan (siehe: Bogomilen) ausgemacht wurde.
Allerdings konvertierte Robert zu einem unbekannten Zeitpunkt wieder zum römisch-katholischen Glauben und trat dem Dominikanerorden bei. Nach dem Mönch Richer von Senones soll er darauf ein äußerst fanatischer Verfolger der Häresie geworden sein, der als Inquisitor sogar seine eigenen Eltern verbrannt habe.

## Wirken
In den Jahren 1232/1233 wurden Robert und der Prior der Dominikaner von Besançon von Papst Gregor IX. mit der Untersuchung und Verfolgung von Ketzeraktivitäten in La Charité-sur-Loire in Burgund beauftragt. Sie waren damit die ersten Inquisitoren überhaupt, die im nordfranzösischen Raum aktiv wurden. Bislang konzentrierte sich die Inquisition ausschließlich auf Südfrankreich zur Eindämmung der Katharer nach dem Ende des Albigenserkreuzzuges. In den folgenden Jahren weitete Robert seine Arbeit in die Regionen der Champagne und Flandern aus und genoss dabei die Unterstützung des jungen und frömmelnden Königs Ludwig IX. (Saint Louis), der eine Ausbreitung der katharischen Häresie nach Nordfrankreich unterbinden wollte. So erhielt Robert eine Eskorte königlicher Sergeanten zu seinem Schutz bereitgestellt.
Die fanatische und mit regelmäßigen Exekutionen durch Verbrennungen (Autodafé) begleitete Herangehensweise Roberts rief sofort den Unmut und Protest der lokalen kirchlichen Institutionen hervor, ohne dass diese aber dagegen etwas unternehmen konnten. Im Frühjahr 1236 ließ Robert in Châlons-sur-Marne erstmals mehrere Häretiker verbrennen, kurz darauf fünf weitere vor den Stadtmauern von Péronne. Noch bevor er sein Tribunal in der Diözese Cambrai, auf Reichsboden, offiziell eröffnete, wohnte er der Verbrennung von vier Menschen in Elincourt bei. Am 2. März 1236 ließ er vor Douai in Anwesenheit des Erzbischofs von Reims, der Bischöfe von Arras, Cambrai und Tournai, sowie der Gräfin Johanna von Flandern zehn Häretiker verbrennen und wenig später zwanzig weitere in Lille. Für Philipp Mouskes stellten diese Exekutionen eine „große Freude ohne Ende“ dar.

## Holocaustum
Roberts Wirken fand am 13. Mai 1239 vor der Burg auf dem Mont Aimé (veraltet: Mons Wedomarus) den Höhepunkt. Die Burg gehörte dem Grafen Theobald IV. von Champagne (Theobald I. von Navarra) und soll in der Vergangenheit ein bevorzugter spiritueller Treffpunkt von Katharern gewesen sein, die dort ihr Consolamentum erhielten. Der Graf von Champagne hatte die Arbeit Roberts zuvor unterstützt und die Verfolgung der Häresie als Teil seines nur einen Monat zuvor verkündeten Kreuzzugsunternehmens (Kreuzzug der Barone) betrachtet. In Anwesenheit des Grafen, des Erzbischofs von Reims, der Bischöfe von Arras, Orléans, Thérouanne, Noyon, Laon, Soissons, Senlis, Beauvais, Châlons, Troyes, Meaux, Verdun und Langres, sowie einer großen Anzahl an Schaulustigen wurden 183 „Bulgaren“ auf einem Scheiterhaufen verbrannt, die in den vorangegangenen Jahren in Roberts Wirkungsbereich ausfindig gemacht werden konnten. Alberich von Trois-Fontaines beschrieb diese Exekution als ein „großes Brandopfer für das Wohl des Herrn“ (maximum holocaustum et placabile Domino). Die in Nordfrankreich vergleichsweise nur schwach ausgeprägte Häresie fand damit ihr Ende, die wenigen der Verfolgung entgangenen Katharer und Waldens wanderten danach in die für sie sicheren Kommunen Norditaliens aus.
Doch Roberts Wirken fand darauf ein Ende, nachdem offenkundig geworden war, dass er in seinem exzessiven Vorgehen seine Kompetenzen überschritten und weltliches wie auch kirchliches Recht gebrochen hatte. So befanden sich unter den von ihm Verurteilten und Hingerichteten mehrere Personen, denen zuvor die Absolution erteilt worden war und die deshalb zu Unrecht verbrannt wurden. Auf Druck des nordfranzösischen Klerus wurde Robert vom Papst aller Pflichten und Vollmachten eines Inquisitors entbunden. Nach Matthäus Paris wurde er auf Befehl des Papstes mit einer lebenslangen Kerkerhaft bestraft.